# 宝生奈々
宝生 奈々（ほうしょう なな 1979年11月24日 - ）は、日本の元AV女優。
東京都出身。血液型：A型。身長：160cm。スリーサイズ：82(B)-56-83

## 略歴
- 1999年、『新・官能姫 第6章』でAVデビュー
- 2003年、AV引退

## 人物
- AVデビュー後もVシネマ、キャバクラ、セクキャバ、ストリップ劇場（ロック座所属）などと兼職し、マルチに渡り活躍。

- 出身地が神奈川県、生年月日が12月10日・12月15日になっているプロフィールもある。

## 作品

### 写真集
- ふたり―大沢梨果+宝生奈々写真集（1999年11月27日、宙出版）
- Seventh Star（2000年9月10日、心交社）

#### 電子書籍
- EROSTASY vol.9 宝生奈々（2003年6月20日、バウハウス）

### アダルトビデオ

#### 通常盤
- 新・官能姫　第6章（1999年4月22日、ティファニー（h.m.p））
- 発情幼な妻　愛がムクムク（1999年5月22日、ティファニー）
- やりすぎ家庭教師13（1999年7月28日、ミスクリスティーヌ（h.m.p））
- 学園わいせつセーラー・ハニー2（1999年9月26日、ミスクリスティーヌ）
- コスプレっ娘・奈々（1999年10月26日、ミスクリスティーヌ）
- Sweet triangle（1999年、ドリームクリエイト）
- プライベートレッスン（2000年1月7日、ゼウスコレクション）
- レイプ狂い（2000年1月28日、ジャパンホームビデオ）
- 逆ソープ天国（2000年2月18日、ジャパンホームビデオ）
- プリティエンジェル（2000年2月26日、メディアタイフーン）
- やりすぎ家庭教師12（2000年3月20日、h.m.p）
- 菅沼靖寿との24時間耐久極太SEX（2000年4月1日、エクストリーム）
- 新・女教師スペシャル （2000年4月15日、V&Rプランニング）
- Bejean 8（2000年7月14日、桃太郎映像出版）
- ラビリンス（2000年10月24日、エクストリーム）
- Pretty（2001年2月7日、エクストリーム）
- アナタのオナニーたすけてアゲル07（2001年3月9日、waap）
- Wild Thing（2001年3月9日、桃太郎映像出版）
- ドリームシャワー No.32（2001年4月27日、waap）
- 「痴」女優 No.29（2001年6月8日、waap）
- 宝生奈々の風俗嬢はじめます（2001年12月1日、ワンズファクトリー）
- ドリーム学園4 前編（2001年12月1日、MOODYZ）
- Scene select 2（2002年、バーチャルウェーブ）
- Angel 宝生奈々（2002年1月10日、アイデアポケット）
- ドリーム学園4 後編（2002年2月15日、MOODYZ）
- MOODYZ青春白書2（2002年3月1日、MOODYZ）
- 若妻の匂い55（2002年5月17日、光夜蝶）
- Swimming Girl（2002年8月8日、オブテイン・フューチャー）
- ももねこびじゅあるたいぷ7（2002年10月15日、ワールドユニティ）
- 淫女（2002年10月20日、アクティブワン）
- 連邦軍が捕まってあんなことも！こんなことも！完全版（2002年10月25日、ビデオメーカー）
- 宝生奈々遂に登場!!（2002年12月6日、素人倶楽部）
- 雌女01（2002年12月14日、アウダースジャパン）
- 恥ずかしいコト。宝生奈々（2002年12月17日、アウダースジャパン）
- コスマニ!（2003年、オブテイン・フューチャー）
- インテリ女にぶっかけろ（2003年1月17日、桃太郎映像出版）
- ドリーム学園4 前編 ディレクターズカット版（2003年3月1日、MOODYZ）
- ビージーン 復刻盤（2003年3月7日、桃太郎映像出版）
- トリプルエクスタシー（2003年02月11日、麒麟堂）
- 宝生奈々の表に出せないビデオ（2003年8月13日、エイチエス映像）
- 宝生奈々のモザイクなしビデオ（2003年6月2日、正直堂）
- 愛がめばえた日（2004年、グローバルステーション）
- 私のスケベな秘部 女子校生3P編（2005年3月28日、チャンネル・ヴィ）

#### 総集編
- 宝生奈々スペシャル（2000年10月20日、ミスクリスティーヌ）
- STAR BOX 16（2002年6月19日、waap）
- これが桃太郎広報部 宝生奈々（2004年4月16日、桃太郎映像出版）

#### オムニバス形式作品
- 新・官能姫　スペシャル!!（2000年1月22日、ミスクリスティーヌ）
- どっぴゅん！コスチューム8連発!5（2000年2月21日、ミスクリスティーヌ）
- やりすぎ家庭教師スペシャル3（2000年5月22日、ミスクリスティーヌ）
- 逆ソープ天国貸切りスペシャル4（2000年9月15日、ジャパンホームビデオ）
- 聖しこの夜（2000年12月20日、エクストリーム）
- Tiffany 20 flowers（2001年1月22日、ティファニー）
- コスプレAVアイドル50連発!（2001年4月22日、ミスクリスティーヌ）
- 半熟クラスメイト 女子高生4連発!（2001年8月24日、ミスクリスティーヌ）
- シャブル 女優編（2001年8月28日、エクストリーム）
- 桃太郎 THE BEST 女優（2001年9月1日、桃太郎映像出版）
- プラチナAVアイドル 12人のエンジェル（2001年9月8日、メディアタイフーン）
- 10人娘デビューメモリアル（2001年12月22日、h.m.p）
- おしゃぶりギャル32人コスプレ120分（2001年12月22日、h.m.p）
- プリンセスドリーム2（2002年、プリンセス）
- 逆ソープ天国　スペシャルエレクト3（2002年、ジャパンホームビデオ）
- 桃太郎 the BEST 4 今も語り継がれる究極ファック（2002年、桃太郎映像出版）
- スクールガール　コレクション（2002年4月17日、waap）
- エロ・まんま（2002年5月21日、ビデオバンク）
- V&R 大全集 女教師20人．4時間（2002年5月21日、V&R PLANNING）
- ミニスカ痴女の誘惑（2002年5月22日、waap）
- やりすぎ家庭教師R！（2002年6月21日、ビデオバンク）
- 全部コスプレ（2002年6月28日、zone works）
- Wild Thing collection（2002年9月20日、桃太郎映像出版）
- 絶頂クライマックス スペシャル（2002年11月1日、MOODYZ）
- 生FUCK SEX No1（2002年12月10日、アクティブワン）
- ルーズSEX（2002年12月21日、ビデオバンク）
- 濃縮スクール&競泳・水着（2003年、オブテインフューチャー）
- 監禁蟲 全集（2003年1月10日、桃太郎映像出版）
- VERY BEST OF MILLION 2（2003年1月10日、million）
- アナオナULTRA-MIX 2（2003年3月20日、waap）
- ANGEL PREMIUM VOL.4（2003年5月8日、アイデアポケット）
- やりすぎ家庭教師 Complete！（2003年7月18日、h.m.p）
- pin up XXX No19　宝生奈々/椎名楓（2003年7月21日、バーチャルウェーブ）
- Angel HYPER ロリータ編2（2003年9月8日、アイデアポケット）
- 激射SPECIAL EDITION 大量激射（2003年10月5日、アウダースジャパン）
- 雌女SPECIAL EDITION フェラチオ（2003年10月23日、アウダースジャパン）
- （C）な女達（2003年10月25日、C→INDIES）
- Bejean Best Selection（2003年11月7日、桃太郎映像出版）
- 濃縮　コスプレ（2003年11月21日、オブデインフューチャー）
- 恥ずかしいコト。SPECIAL EDITION 屋外羞恥（2003年11月22日、アウダースジャパン）
- 「ギャング!バング!」特別パック2枚BOX（2003年11月28日、桃太郎映像出版）
- 恥ずかしいコト。SPECIAL EDITION 陰部観察（2003年12月19日、アウダースジャパン）
- 雌女SPECIAL EDITION 挑発七変化（2003年12月19日、アウダースジャパン）
- バーチャルウェーブ下半期 BEST HITS vol.2（2004年、バーチャルウェーブ）
- 放課後スケベッ娘　特盛ツユダク・スペシャル　Vol.1（2004年3月20日、トランスコーポレーション）
- AV Queen’s 30人BOX（2004年5月21日、HARLEM）
- ミリオンオムニバスコレクション(3)ミリオンコスプレ4時間（2004年7月2日、million）
- 女子校生制服物語（2004年8月23日、Deep House）
- THE BEST 実用淫語辞典2（2004年10月20日、waap）
- AVアイドル・メモリアル おしゃぶりアイドル6人娘!（2005年、h.m.p）
- 激射オムニバス1（2005年2月3日、アウダースジャパン）
- LOVE TEENS（2005年2月18日、Delta）
- ザ・女子校生 Bomb！4時間（2005年2月21日、ビデオバンク BNDV-00264）全22名
- Stargirls Mix（2005年3月22日、stars）
- gone the Best（2005年6月4日、waap）
- ミニスカ痴女の誘惑（2005年6月4日、waap）
- 女子校破廉恥倶楽部 萌えコレ Vol.1（2005年7月29日、HARLEM）
- ももねこ倶楽部03（2005年8月26日、WORLD UNITY）
- 女子校生マニア（2006年、h.m.p）
- h.m.p 25th Anniversary　伝説のAVアイドル★8時間（2006年1月10日、h.m.p）
- 有名AV女優の表に出せないビデオ 完全版（2006年6月28日、エイチ・エス映像）
- えっちな青春白書 淫乱女子大生とエロエロ三姉妹編（2007年1月25日、Lightning）
- AVアイドル27人の秘密<ジャンル別SEX>4時間!!!! vol.2（2007年6月25日、h.m.p）

#### プロデュース作品
- コスプレックス2006 extreme vol.3（2006年7月19日、桃太郎映像出版）

### Vシネマ
- 華人淫行秘伝 人妻桃さぐり（玉蒲団之淫行天下）（2000年、CINEMAX ASIAN EROS 香港映画）
- スーパーエロリーマン課長痴魔耕作（2002年10月22日、TMC）